# Émile Thellier
Émile Thellier (* 11. Februar 1904 in Monts-en-Ternois; † 11. Mai 1987 in Paris) war ein französischer Geophysiker und Pionier des Gesteinsmagnetismus und Paläomagnetismus.

## Leben
Thellier studierte von 1924 bis 1926 an der Ecole Normale Superieure de Saint-Cloud. Während er danach 1927 bis 1930 an einer Schule in Bourges unterrichtete erwarb er sein Lizenziat in Physik an der Sorbonne und erwarb dort 1931 das Diplom für höhere Studien und 1932 die Agrégation im Labor von Charles Maurain (1871–1967), an dem er damals den Magnetismus von gebranntem Ton untersuchte (mit feinen Partikeln von Magnetit und Hämatit). Seit den Untersuchungen von Bernard Brunhes (1906) war bekannt, dass vulkanische Gesteine zum Zeitpunkt ihrer Erstarrung die Richtung des Erdmagnetfeldes aufzeichneten. Thellier untersuchte das im Labor von Maurois genauer und entdeckte so die Gesetze der Thermoremanenten Magnetisierung (TRM). Dazu musste er auch sehr genaue Magnetometer entwickeln. 1938 wurde er darüber promoviert. Danach war er am Institut de Physique du Globe in Paris, wo er 1945 Maitre des conferences und 1948 Professor wurde. Von 1954 bis 1966 war er der Direktor des Instituts. 1967 zog er in das Observatorium im Parc Saint-Maur in einem Pariser Vorort und gründete dort das Labor für Geomagnetismus des CNRS.
Unabhängig von Thellier wurde TRM auch von Takeshi Nagata in Japan untersucht. 1957 wurde er Offizier der Ehrenlegion und 1967 in die Académie des sciences gewählt.

## Schriften
- Sur l’aimantation des terres cuites et ses applications géophysiques,  Annales de. l’Institut de Physique du Globe, Université de Paris, Band 16: 1938, S. 157–302 (Dissertation)
- Sur les propriétés de l’aimantation thermorémanente des terres cuites. Comptes rendus de l’Académie des sciences (Paris), Band 213, 1941, S. 1019–1022.
- mit O. Thellier: Sur les variations thermiques de l’aimantation thermorémanente des terres cuites. Comptes rendus de l’Académie des sciences (Paris), Band 213, 1941, S. 59–61.
- Sur la thermorémanence et la théorie du métamagnétisme. Comptes rendus de l’Académie des sciences (Paris), Band 223, 1946, S. 319–321.
- mit J. Roquet: Sur des lois numériques simples, relatives à l’aimantation thermorémanente du sesquioxyde de fer rhomboédrique. Comptes rendus de l’Académie des sciences (Paris), Band 222, 1946, S. 1288–1290.
- mit F. Rimbert: Sur l’analyse d’aimantations fossiles par action de champs magnétiques alternatifs. Comptes rendus de l’Académie des sciences (Paris), Band 239, 1954, S. 1399–1401.
- Propriétés magnétiques des terres cuites et des roches. Journal de Physique et le Radium, Band 12, 1951, S. 205–218.
- mit O. Thellier:  Sur l’intensité du champ magnétique terrestre dans le passé historique et géologique, Annales Géophysique, Band 15, 1959, S. 285–376.